# Stipa nullanulla
Stipa nullanulla är en gräsart som beskrevs av Joy Everett och Surrey Wilfrid Laurance Jacobs. Stipa nullanulla ingår i släktet fjädergrässläktet, och familjen gräs. Inga underarter finns listade i Catalogue of Life.